# 六羰基铬
六羰基铬是一种配位化合物，化学式为 Cr(CO)6。它在室温是个固体，并且有着较高的蒸汽压，易升华。六羰基铬中的铬原子的化合价为零。 它是一个均配物，所有羰基是等价的，其结构为八面体，Cr-C和C-O的键长分别是1.91和1.14 Å。.

## 制备方法
利用三氯化铬和溴化苯基镁在一氧化碳中制得六羰基铬是最早提出的一种方法：Cr(Cl)3  +  C6H5MgBr  → 络合物   → Cr(CO)6。早期制备六羰基铬均采用这种方法。
这个反应可以采用两种方法。一种是在正压一氧化碳气体中制备。一种是在常压一氧化碳中进行反应。

## 化学性质
六羰基铬和同族的六羰基钼、六羰基钨一样，在光照下，其中的羰基可以被烯烃取代。

## 扩展链接
- National Pollutant Inventory - Chromium (III) and compounds fact sheet